# Vågsvåg
Vågsvåg är en tidigare tätort i Kinns kommun i Vestland fylke i västra Norge. Orten ligger vid fylkesväg 5715, på den sydvästra delen av ön Vågsøy, väster om staden Måløy.
Tidigare har orten tillhört dåvarande Selje kommun, sedan dåvarande Sør-Vågsøy kommun och därefter dåvarande Vågsøy kommun i Sogn og Fjordane fylke.
Sedan 2021 räknas orten inte längre som en tätort.